# یواس‌اس هورفیلد (دی‌یی-۳۹۳)
یواس‌اس هورفیلد (دی‌یی-۳۹۳) (به انگلیسی: USS Haverfield (DE-393)) یک کشتی بود که طول آن ۳۰۶ فوت (۹۳ متر) بود. این کشتی در سال ۱۹۴۳ ساخته شد.